# Nuevos Ministerios
Nuevos Ministerios – stacja metra w Madrycie, na linii 6, 8 i 10. Znajduje się na granicy dzielnic Tetuán i Chamberí, w Madrycie i zlokalizowana jest pomiędzy stacjami República Argentina, Cuatro Caminos (linia 6), Colombia (linia 8) oraz Santiago Bernabeu i Gregorio Marañón. Została otwarta 11 października 1979.